# 佐川急便大阪SC
佐川急便株式会社大阪サッカークラブ（さがわきゅうびんかぶしきがいしゃおおさかサッカークラブ）は、かつて日本の大阪府大阪市を本拠地として活動していた佐川急便大阪支社の企業サッカークラブ。呼称は佐川急便大阪SC（さがわきゅうびんおおさかSC）。

## 歴史
大阪体育大学のOBたちによって1965年に創設 され、1978年に北摂蹴鞠団の名称で大阪府4部リーグに加盟した。1980年代後半、大阪体育大学の2軍チームの指導を任された祖母井秀隆は、選手たちを社会人が参加する地域リーグの中で競わせようと考え、当時の大体大サッカー部部長の仲裁により北摂蹴鞠団の監督に就任した。チームは当初こそ大体大OB選手が主力だったが、すぐに大体大の2軍選手たちに取って代わっていった。1986年に関西サッカーリーグに初めて昇格したが10チーム中9位に終わり1年で降格した。
その後、純粋に大体大の2軍選手を中心とするチーム構成に変わり、1989年にチーム名が体大蹴鞠団に改称された。1990年に関西リーグに復帰すると、2年連続で2位となった。関西リーグでの成績の結果、全国地域リーグ決勝大会に2年連続で出場した。1990年は4位、1991年はジャパンフットボールリーグ（旧JFL）圏内の2位となったが、大学側が昇格にともなう支出増加を問題視したため昇格を辞退した。同年限りで祖母井は体大蹴鞠団から離れてサッカー部に戻った。
1997年に佐川急便大阪支社のチーム佐川急便SCとして再編され、1999年に佐川急便大阪SCに改称。関西リーグで1998年から2001年までの4年間に3度優勝を果たした。2001年の地域リーグ決勝大会に優勝したことにより、翌年より日本フットボールリーグ （JFL） に昇格した。佐川急便グループでは2001年にJFLに昇格した佐川急便東京SC（2001年度は「佐川急便SC」として登録）に次いで2チーム目のJFL参戦となった。
2002年にJFLに昇格したあとは、降格することなく5シーズンをJFLで過ごした。2005年には、その年のJFL得点王（18点）となった大坪博和が所属した。ラストシーズンとなった2006年はHonda FC、佐川急便東京SCに次ぐ3位というクラブ史上最高成績を残した。2006年9月14日、ライバルでもあり同系列の佐川急便東京SCとの合併（佐川急便によれば「統合」）が発表され、2007年度からは滋賀県に移転し佐川急便SCとして再出発した。佐川急便大阪SCなどは支社による公認のクラブという位置づけだったが、統合後は佐川急便のオフィシャルチームとなった。

## その他
本拠地は長居第2陸上競技場（15000人収容）と鶴見緑地球技場（4000人収容）を併用していた。
佐川急便東京SCとの対戦は「佐川ダービー」と呼ばれていた。佐川急便では支社間のライバル関係が非常に強く、各地のサッカー部はそれに後押しされて強化が進んでいったという面がある。佐川急便東京SCとの対戦はJFLだけではなく、毎年ゴールデンウィークに佐川守山陸上競技場で行われる社内大会「佐川スポーツフェスティバル」でも繰り広げられた。
選手たちは佐川急便の社員であり、配送や構内作業といった部署ごとの仕事を終えた後、15時からサッカーの練習というスケジュールが組まれていた。
サポーターの応援に特色があり、あえて「私設應援團」と称し、トランペットなどの野球風応援でJFL名物となっていた。

## 成績
| 年度 | 所属 | 順位 | 試合 | 勝点 | 勝 | 分 | 敗 | 得点 | 失点 | 得失差 | チーム数 | 監督     |
| 1986 | 関西 | 9位  | 11   | 18   | 3  | 5  | 10 | 20   | 26   | -6     | 10       |          |
| 年度 | 所属 | 順位 | 試合 | 勝点 | 勝 | 分 | 敗 | 得点 | 失点 | 得失差 | チーム数 | 監督     |
| 1990 | 関西 | 2位  | 40   | 20   | 12 | 4  | 4  | 41   | 13   | 28     | 11       |          |
| 1991 | 関西 | 2位  | 45   | 22   | 14 | 3  | 5  | 37   | 17   | 20     | 12       |          |
| 1992 | 関西 | 3位  | 32   | 18   | 10 | 2  | 6  | 32   | 21   | 11     | 11       |          |
| 1993 | 関西 | 4位  | 28   | 18   | 8  | 4  | 6  | 29   | 24   | 5      | 10       |          |
| 1994 | 関西 | 5位  | 26   | 18   | 7  | 5  | 6  | 27   | 25   | 2      | 10       |          |
| 1995 | 関西 | 2位  | 19   | 9    | 6  | 1  | 2  | 24   | 9    | 15     | 10       |          |
| 1996 | 関西 | 5位  | 30   | 18   | 8  | 6  | 4  | 33   | 25   | 8      | 10       |          |
| 1997 | 関西 | 2位  | 41   | 18   | 13 | 2  | 3  | 39   | 10   | 29     | 10       |          |
| 1998 | 関西 | 優勝 | 50   | 18   | 16 | 2  | 0  | 60   | 9    | 51     | 10       |          |
| 1999 | 関西 | 2位  | 29   | 16   | 9  | 2  | 5  | 28   | 16   | 12     | 12       |          |
| 2000 | 関西 | 優勝 | 44   | 18   | 14 | 2  | 2  | 58   | 14   | 44     | 10       |          |
| 2001 | 関西 | 優勝 | 50   | 18   | 16 | 2  | 0  | 54   | 5    | 49     | 10       |          |
| 2002 | JFL  | 9位  | 27   | 17   | 6  | 6  | 5  | 27   | 23   | 4      | 18       | 遠藤善主 |
| 2003 | JFL  | 4位  | 54   | 30   | 16 | 6  | 8  | 48   | 29   | 19     | 16       | 遠藤善主 |
| 2004 | JFL  | 11位 | 35   | 30   | 9  | 8  | 13 | 38   | 40   | -2     | 16       | 遠藤善主 |
| 2005 | JFL  | 10位 | 45   | 30   | 13 | 6  | 11 | 42   | 36   | 6      | 16       | 中口雅史 |
| 2006 | JFL  | 3位  | 72   | 34   | 23 | 3  | 8  | 68   | 29   | 39     | 18       | 中口雅史 |

## タイトル

### リーグ戦
- 関西サッカーリーグ：3回
  - 1998年、2000年、2001年

### カップ戦
- 全国社会人サッカー選手権大会：1回
  - 2001年
- 全国地域リーグ決勝大会：1回
  - 2001年